# Taeniodera monacha
Taeniodera monacha är en skalbaggsart som beskrevs av Hippolyte Louis Gory och Achille Rémy Percheron 1833. Taeniodera monacha ingår i släktet Taeniodera och familjen Cetoniidae.

## Underarter
Arten delas in i följande underarter:
- T. m. sumatrana
- T. m. modesta